# Польове (Синельниківський район)
Польове́ (кол. Рата)— село в Україні, у Славгородській селищній територіальній громаді Синельниківського району Дніпропетровської області. Населення за переписом 2001 року становить 146 осіб. Орган місцевого самоврядування - Славгородська селищна рада. 

## Історія
7 (20) листопада 1917 року, відповідно до Третього Універсалу Української Центральної Ради, увійшло до складу Української Народної Республіки.
12 червня 2020 року, відповідно до розпорядження Кабінету Міністрів України № 709-р від «Про визначення адміністративних центрів та затвердження територій територіальних громад Дніпропетровської області», увійшло до складу Славгородської селищної громади.
19 липня 2020 року, в результаті адміністративно-територіальної реформи та ліквідації   Синельниківського (1923—2020) району, село увійшло до складу новоутвореного Синельниківського району.

## Географія
Село Польове знаходиться за 1,5 км від селища Славгород. Поруч проходить залізниця, станція Славгород-Південний за 4 км.

## Інтернет-посилання
- Погода в селі Польове